# Bermudski trokut
Bermudski trokut (također Vražji trokut, Trokut smrti, Groblje Atlantskog oceana) neslužbeni je naziv za morski trokut između Bermuda, Floride i otoka Portorika u sjevernom Atlantskom oceanu. Površina trokuta iznosi između 1,3 milijuna i 3,9 milijuna km2, a njegove granice nisu precizno određene.
Zapisi o nestajanju brodova vode se još od 15. stoljeća. Navodno je i sam Kristofor Kolumbo na svojoj plovidbi prema Novom svijetu 1492. godine opazio čudna svjetla iznad tog područja. Prema jednoj nepotvrđenoj statistici, u tom dijelu oceana do sada je nestalo 8.152 ljudi. Unatoč tome što je unutar pojasa Bermudskog trokuta zabilježen niz nestanaka brodova i zrakoplova, od kojih olupine mnogih nikada nisu pronađene, službene statistike osiguravajućih društava ujedno pokazuju da na tom području ne postoji veća opasnost, nego na nekom drugom području na moru.

## Povijest istraživanja
Pojam "Bermudski trokut" prvi je put uporabio Vincent Gaddis u veljači 1964. godine, objavivši svoj tekst "Smrtonosni Bermudski trokut" (The Deadly Bermuda Triangle) u časopisu Argosy, koji se odnosio na misterij leta 19. Poslije je, zbog velikog odjeka čitatelja, napisao knjigu o Bermudskom trokutu, a National Geographic je 22. prosinca 1967. objavio niz tekstova koji se nadovezuju na Gaddisovu knjigu.
Leslie Lieber je u kolovozu 1968. godine objavio članak "Limb nestalih brodova" (Limbo of Lost Ships), a John Wallace Specer 1969. godine knjigu pod naslovom "Limb nestalih" (Limbo of the Lost), po kojoj je dvije godine kasnije snimljen dokumentarac "Đavolji trokut" (The Devil's Triangle). M. K. Jessup je bio prvi koji je povezao Bermudski trokut s NLO-ima u knjizi "Slučaj za NLO" (The Case for the UFO).
Charles Berlitz je, nakon podrobnog proučavanja službenih izvještaja Mornaričkog odbora za istraživanje nestanaka mornaričkih aviona u 1945. godini, objavio bestseler "Bermudski trokut" (The Bermuda Triangle) (1974.). Godinu dana kasnije skeptik Larry Kusche izdao je knjigu "Misterij Bermudskog trokuta - razjašnjenje" (The Bermuda Triangle Mystery - Solved) kojom je nastojao opovrgnuti Berlitzove tvrdnje.

## Teorije
1. Prva teorija tvrdi da u Bermudskom trokutu nema nikakvih paranormalnih pojava koje izazivaju nestanke brodova. Ova teorija ponekad kao krivce za nestanke brodova označava moderne pirate.
2. Druga teorija govori o fizičkim silama nepoznatim znanosti, koje periodično stvaraju rupu na nebu, koja uvlači sve što joj se nađe na putu.
3. Treća teorija tiče se prirode vode u Sargaškom moru. Misli se da je za ove nestanke odgovorna neka nepoznata komponenta morske vode.
4. Četvrta teorija tvrdi da se u Bermudskom trokutu povremeno stvara vremenska rupa, kojom zrakoplovi ili brodovi putuju u prošlost ili budućnost.
5. Peta i najrealnija teorija govori o prirodnom isparavanju plinova, poput metana, iz podvodnih stijena koje stvara mjehure na površini koji mogu prevrnuti brod.
6. Šesta koja govori o tome da neobične sile utječu na uređaje, kompase i dr.
7. Sedma teorija tvrdi kako je za nestanke plovila kriva jaka Golfska struja koja je u stanju prevrnuti ili nasukati omanji brod.
8. Osma teorija tvrdi da se u središtu Bermudskog trokuta nalazi izgubljeni grad Atlantida.

## Događaji
Premda je na području Bermudskog trokuta bilo zabilježenih nestanaka brodova još od početka 19. stoljeća (USS Insurgent, USS Pickering, Rosalie, Mary Celeste itd.), jedan od prvih nestanaka u novom dobu zabilježen je 1918. godine kada je u ožujku nestao USS Cyclops, jedan od najvećih brodova tog doba. Brod je bio 154 metra dug i težak 14.500 tona, a nestao je na putu s Barbadosa prema Norfolku.
Jedan od najvećih misterioznih nestanaka dogodio se u prosincu 1945. godine kada je let broj 19, pet najsuvremenijih vojnih aviona TBM Avenger s 14 članova posade, nestalo na tom području. Vođa leta bio je poručnik Charles C. Taylor. Nestao je i jedan od aviona koji su bili krenuli u potragu za njima.
Godine 1948. nestaje DC-3 s 27 članova posade, a 1951. C-124 Globemaster s 53 putnika. Jedan drugi nestanak, po službenim podatcima dogodio se 1963. godine kada je nestao tanker Marine Sulphur Queen s 39 osoba.
U proteklih 60 godina, na tom su području također nestali: avion Star Tiger 1948., Britanski transporter York 1952., mornarički Super Constellationa 1954., amfibijski ophodni bombarder Martin Marlin 1956., civilni teretni zrakoplov 1966., dva Stratotankera 1963, Sting 27 1971., tanker Sylvia L. Ossa 1976. U tim nestancima živote je vjerojatno izgubilo više od 200 ljudi.